# Берта, Рубен
Рубе́н Марти́н Бе́рта (порт.-браз. Ruben Martin Berta; 5 ноября 1907 — 14 декабря 1966) — бразильский бизнесмен, руководитель авиакомпании VARIG.

## Биография
Рубен (в некоторых источниках — Рубем) родился в Порту-Алегри в семье Мартина Фелиса Берты (порт.-браз. Martin Felix Berta) и Хелены Марии Ленц (при передаче порт.-браз. Helena Maria Lenz — Элена Мария Ленс, так как передаваемые русскими буквами х и ц звуки отсутствуют в бразильском варианте португальского языка) немецкого и лютеранского происхождения. Семья жила в среднем достатке, а в начале 1927 года Рубен Берта уже посещал медицинские курсы. В том же году в поиске подработки он наткнулся на объявление по найму в авиационное предприятие Viação Aérea Rio-Grandense, более известное как VARIG. Из любопытства 19-летний парень пришёл на собеседование и подкупил Отто Мейера тем, что не стал спрашивать о зарплате, целях и графике работы, просто восприняв всё как должное. Так Берта вместе с Мейером стали первыми сотрудниками первой в Бразилии авиакомпании.
Изначально Рубен Берта занимал пост офисного сотрудника, а позже стал секретарём директоров-учредителей. Когда в 1942 году Бразилия вступила во Вторую мировую войну на стороне союзников, Отто Мейер как немецкий эмигрант из-за политических разногласий был вынужден покинут свой пост президента VARIG, поэтому в конце того же года его место занял уже Берта, под руководством которого были начаты закупки американских самолётов взамен немецких. Работая в авиакомпании со дня её основания, Рубен был очень предан своей работе, в том числе когда в период военных действий у неё возникли проблемы с финансами, он продал свою коллекцию марок. Его жена даже шутила, что у её мужа есть любовница — VARIG. В 1945 году под влиянием работ Du contrat social и Quadragesimo Anno Рубен Берта создал «Фонд сотрудников VARIG», после чего упросил акционеров передать 50 % акций авиакомпании этому фонду, чтобы сами сотрудники руководили своим предприятием.
В 1964 году президент VARIG поддержал военный переворот в стране. В связи с этим существуют теории, что Рубен Берта был одним из идеологов закрытия флагманской авиакомпании Panair do Brasil, чтобы после её устранения собственная компания получила доступ на прибыльные маршруты в Европу, тем самым улучшив своё сложное финансовое положение. Достаточно подробно рассматривался и вопрос о введении в расписании регулярных кругосветных пассажирских рейсов.
14 декабря 1966 года Берта, находясь за рабочим столом, готовился к собранию, когда вдруг почувствовал боли в сердце, поэтому вызвали медиков. Но спустя час с момента появления первых болей 59-летний Рубен Мартин Берта умер от инфаркта миокарда; он оставался верен VARIG до конца своей жизни. Новым руководителем компании стал Эрик Каструп де Карвалью (порт. Erik Kastrup de Carvalho), в прошлом работавший в Panair и который продолжил политику по расширению сети маршрутов по земному шару.
Рубен Бета был похоронен на Евангелическом кладбище в Порту-Алегри.

## Память
В честь Рубена Берты были названы:
- Порту-Алегри — один из районов[англ.], пинакотека, и общественный колледж
- Рио-де-Жанейро — общеобразовательная школа
- Сапукая-ду-Сул — улица и проспект
- Сан-Паулу — проспект[порт.] и больница
- Эрешин — железнодорожный мост
- Уругваяна — международный аэропорт[англ.]

Фонд сотрудников VARIG был переименован в Фонд Рубена Берты (порт. Fundação Ruben Berta).
Также имя «Ruben Berta» носил второй во флоте VARIG авиалайнер Boeing 777 (борт PP-VRB, поступил 19 ноября 2001 года).